# Estação Telheiras
Telheiras é uma estação do Metropolitano de Lisboa. Situa-se no concelho de Lisboa, em Portugal, servindo de terminal da Linha Verde. Foi inaugurada a 2 de Novembro de 2002 no âmbito da expansão desta linha à zona de Telheiras.

## Descrição
Esta estação está localizada entre a Rua Prof. Francisco Gentil e a Estrada de Telheiras, junto à Azinhaga do Areeiro. O projeto arquitetónico é da autoria do arquiteto Duarte Nuno Simões e as intervenções plásticas do artista plástico Eduardo Batarda. À semelhança das mais recentes estações do Metropolitano de Lisboa, está equipada para poder servir passageiros com deficiências motoras, contando com vários elevadores e escadas rolantes que facilitam o acesso às plataformas.
O espaço é definido por um átrio único, acessível por escadas e escadas rolantes, aproximadamente a meio da nave e transversal a esta, e ligada por escadas e elevadores ao nível do cais. Estando localizada por baixo de um jardim, a estação possui sete lanternins piramidais que permitem a entrada de luz zenital.
Todo o átrio e as plataformas são revestidos a pedras amaciadas, azulejos e pastilhas, tendo o conjunto um tom claro. Batarda interveio em algumas paredes e nos respetivos tímpanos, tendo acrescentado painéis de azulejos azuis com desenhos ligeiramente gravados a branco, cada um cobrindo uma área de 5x5 azulejos e rodeado por uma cercadura acastanhada, dando ao conjunto um aspeto quadriculado.

## História
A estação esteve encerrada entre os dias 15 e 26 de abril de 2023 e entre os dias 2 de maio de 2023 e 7 de julho de 2023 devido aos trabalhos de integração dos novos viadutos construídos na zona poente da estação Campo Grande.
Como resultado do Plano de Expansão e Modernização do Metropolitano de Lisboa, em 2024, a estação integrar-se-á na Linha Amarela e constituirá a estação terminal desta linha.

## Acessos
Esta estação conta com dois acessos pedonais e um elevador entre o átrio e a superfície:
- Acesso 1 - está localizado na Estrada de Telheiras, junto ao Largo do Poço. Está direcionado para poente e conta com duas escadas mecânicas assim como escadas pedonais.
- Acesso 2 - está localizado no interior do Jardim Professor Francisco Caldeira Cabral, junto ao complexo residencial da Praça Central. Está direcionado para nordeste e conta com duas escadas mecânicas assim como escadas pedonais.
- Elevador - está localizado no interior do Jardim Professor Francisco Caldeira Cabral, direcionado para sudeste.